# Сату-де-Сус
Сату-де-Сус (рум. Satu de Sus) — село у повіті Прахова в Румунії. Входить до складу комуни Кокорештій-Колц.
Село розташоване на відстані 48 км на північ від Бухареста, 14 км на південний захід від Плоєшті, 92 км на південь від Брашова.

## Населення
За даними перепису населення 2002 року у селі проживала 201 особа. Усі жителі села рідною мовою назвали румунську.
Національний склад населення села:
| Національність | Кількість осіб | Відсоток |
| -------------- | -------------- | -------- |
| румуни         | 180            | 89,6%    |
| цигани         | 21             | 10,4%    |